# На кланцу
На кланцу је југословенски и словеначки филм први пут приказан 28. јануара 1971. године. Режирао га је Војко Дулетић који је, по истоименом роману Ивана Цанкара,  написао и сценарио.

## Улоге
| Глумац        | Улога       |
| ------------- | ----------- |
| Стефка Дролц  | Францка     |
| Јанез Бермез  | Тоне        |
| Тоне Кунтнер  | Лојзе       |
| Иван Језерник |             |
| Лучка Дролц   | Францка јр. |
| Борис Краљ    |             |
| Јоже Зупан    |             |
| Анчка Левар   |             |